# 白男川譲介

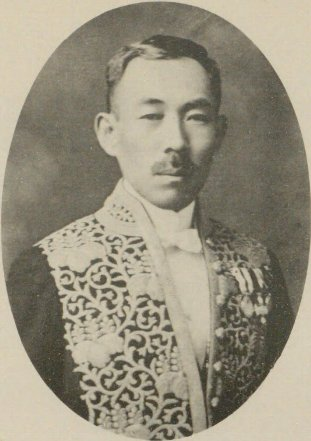
白男川譲介

白男川 譲介（しろおかわ / しろおがわ じょうすけ、1880年（明治13年）1月19日 - 1951年（昭和26年））は、日本の内務・警察官僚、実業家。官選県知事、鹿児島市長。旧姓・池田。

## 経歴
鹿児島県鹿児島市出身。池田休兵衛の四男として生まれ、1885年、母方の白男川渉の養子となる。第三高等学校を卒業。1906年、京都帝国大学法科大学政治学科を卒業し、大阪市に入る。1909年12月、文官高等試験に合格。内務省に転じ沖縄県属となる。
以後、福井県三方郡長、富山県警察部長、新潟県警察部長、北海道庁土木部長、奈良県内務部長、京都府内務部長などを歴任。
1921年5月、床次竹二郎内務大臣により起用され福井県知事に就任。1924年6月、静岡県知事に転任したが、加藤高明内閣の成立により、同年7月、知事を休職となる。1926年から1928年まで鹿児島市長を務めた。在任中、経営不振の鹿児島電気軌道会社を鹿児島市が買収して、市電を発足させた。
その後、薩摩興業社長、草津硫黄鉱業監査役を務めた。1951年病没。

## 栄典
- 1921年（大正10年）7月1日 - 第一回国勢調査記念章[8]